# Néron essayant des poisons sur des esclaves
Néron essayant des poisons sur des esclaves és una vista fotogràfica animada muda francesa produïda pels germans Lumière i dirigida per Georges Hatot, estrenada el 1896 o 1897.
Aquesta pel·lícula es considera el primer pèplum de la història del cinema. S'inspira en la concepció que els artistes del segle XIX tenien de l'Antiguitat.

## Sinopsi
L'emperador Neró alimenta amb verins a dos esclaus, que s'enfonsen i moren als seus peus. Té un plaer cruel en veure el seu patiment.

## Anàlisi
Segons Claude Aziza, 

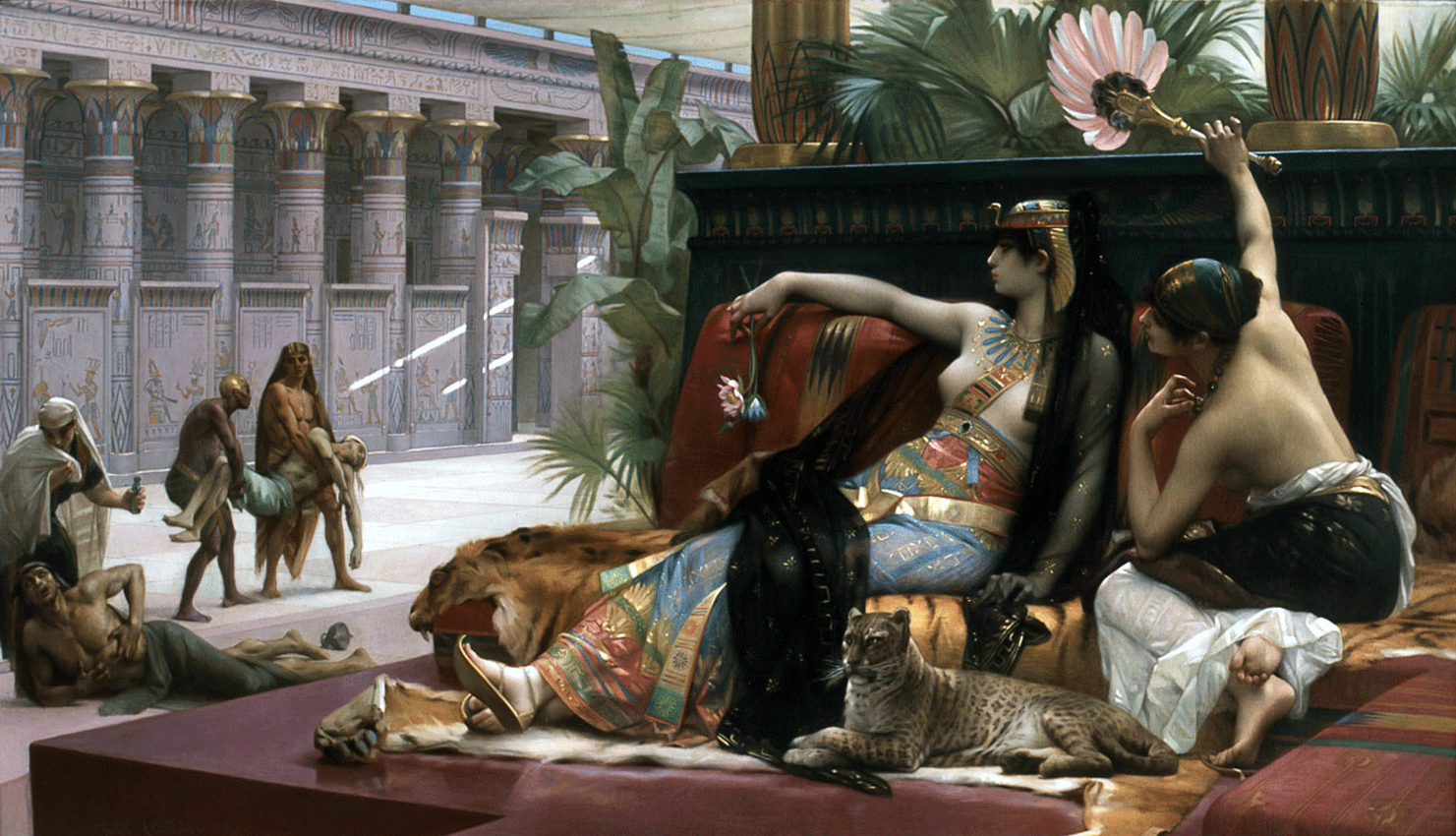
Cleòpatra provant verins a presoners condemnats a mort, pintura de Cabanel, 1887

| « | hi trobem de tot en aquest minut curt: sang, voluptuositat, horror. Un emperador boig, víctimes innocents (de les quals no diem, ai!, si són cristians. Però no hi ha dubte que haurien esdevingut)... Hatot s'inspira en el quadre de Cabanel, deu anys abans, Cleòpatra provant verins a condemnats a mort | » |

.